# 比施勒-纳皮耶拉尔斯基反应
比施勒－纳皮耶拉尔斯基反应（Bischler-Napieralski reaction）是合成含有异喹啉环系的生物碱类天然产物最广泛应用的方法。此外，本反应也频繁应用于以酰基吲哚乙胺合成咔啉。

## 反应过程
- N-苯乙基酰胺（或称：N-酰基-β-苯乙胺）在无水惰性溶剂，如苯、甲苯、硝基苯、氯仿、四氢呋喃、苯并四氢萘中，与三氯氧磷（POCl3）、氯化锌（ZnCl2）或五氧化二磷（P2O5）等缩合剂共热，发生分子内缩合，脱水环化，生成二氢异喹啉衍生物。
- 如果α-位有一个羟基，在反应过程中失去一分子水而生成3,4-二氢异喹啉衍生物[6][7][8][9][10][7]。

## 反应机理
LA = 路易斯酸，如三氯氧磷、氯化锌等。

## 应用
这个反应曾被用于合成罂粟碱和利舍平。